# ال34
ال34: قصة المساواة في الزواج في أيرلندا (بالإنجليزية: The 34th: The Story of Marriage Equality in Ireland)‏ هو فيلم وثائقي أيرلندي من قبل ليندا كولين وفانيسا جيلديا. ويحكي الفيلم قصة الناس الذين شكلوا منظمة «المساواة في الزواج» (بالإنجليزية: Marriage Equality)‏ في أيرلندا، ويستكشف الأحداث التي أدت إلى قانون التعديل الرابع والثلاثون للدستور الأيرلندي (المساواة في الزواج) 2015 (سابقا مشروع قانون رقم 5 عام 2015)، والذي عدل في الدستور الأيرلندي للسماح بعقد الزواج من قبل شخصين دون تمييز على أساس جنسهم.

## الفيلم
يستخدم الفيلم مقابلات مع أعضاء سابقين في مجلس الإدارة وموظفين من منظمة «المساواة في الزواج» (بالإنجليزية: Marriage Equality)‏ إلى جانب مواد أرشيف لتوضيح قصة حملتهم، تمتد من قضية زابون و غيليغان ضد مفوضي الإيرادات و آخرون (بالإنجليزية: Zappone & Gilligan v. Revenue Commissioners & Ors [2006] IEHC 404)‏ (المعروفة أيضًا باسم قضية KAL) إلى التعديل الرابع والثلاثين للدستور الأيرلندي في عام 2015.
حاز فيلم ال 34 على الإشادة من قبل النقاد والجماهير، وفاز بجائزة الجمهور وجائزة الروح في مهرجان نظرات السينمائي للمثليين السنوي الخامس والعشرين في عام 2017، وحصل على اختيار رسمي في «العرض الكويري» في مهرجان ماردي غرا السينمائي في عام 2018. فاز الفيلم أيضًا بجائزة الجمهور «دوكولا» (بالألمانية: "Dokula") في مهرجان هامبورغ الكويري السينمائي الدولي التاسع والعشرين.

## الإنتاج
تم إخراج وإنتاج فيلم ال34 من قبل ليندا كولين وفانيسا غيلديا، وتم تحريره من قبل «كان ماك كونغايل».

## العرض
تم عرض الفيلم للمرة الأولى في مهرجان نظرات السينمائي للمثليين السنوي الخامس والعشرين في عام 2017، حيث فاز بجائزة الجمهور وجائزة الروح في مهرجان نظرات. تم إصداره على نتفليكس في المملكة المتحدة وأيرلندا في 4 نوفمبر 2018.

### الجوائز
| الجائزة                                         | الفئة           | المستلمون والمرشحون | النتيجة |
| ----------------------------------------------- | --------------- | ------------------- | ------- |
| جوائز مهرجان نظرات السينمائي للمثليين لعام 2017 | جائزة الجمهور   | ال34                | الفوز   |
| جوائز مهرجان نظرات السينمائي للمثليين لعام 2017 | روح جوائز نظرات | ال34                | الفوز   |
| مهرجان هامبورغ الكويري السينمائي الدولي         | جائزة الجمهور   | ال34                | الفوز   |

## روابط خارجية
- ال34 على موقع IMDb (الإنجليزية)
- ال34 على موقع قاعدة بيانات الفيلم (الإنجليزية)
- ال34 على موقع ليتربوكسد (الإنجليزية)
- ال34 على موقع كينوبويسك (الروسية)